# Mauricio Victorino
Pour les articles homonymes, voir Victorino.
Mauricio Bernardo Victorino Dansilio, né le 11 octobre 1982 à Montevideo, est un ancien footballeur international uruguayen. Il évolue au poste de défenseur.

## Biographie

### En club
Mauricio Victorino commença sa carrière professionnelle en 2004 dans son pays natal au sein du Club National. Après deux saisons, il s'envola pour le Mexique chez les Rojos de Veracruz. Il revint dans son club formateur en 2007 en signant pour deux saisons.  Il partit ensuite au Chili pour le club d'Universidad de Chile. En 2011, il découvrit le championnat brésilien en signant au Cruzeiro EC. Il signa en 2014 dans le club argentin du CA Independiente. Il revint une seconde fois dans son club formateur en 2015 avant de signer pour le club paraguayen du Cerro Porteno en 2017. Il termina sa carrière en 2021 en Uruguay au sein du Danubio FC. 

### En sélection
Victorino honora sa première sélection avec l'Uruguay le 27 septembre 2006 en disputant un match amical contre le Venezuela soldée par une défaite 1-0. 
Il fut convoqué par Óscar Tabárez pour disputer la Coupe du monde 2010 en Afrique du Sud. Les uruguayens seront éliminé en demi-finales via une défaite 3-2 contre les Pays-Bas. 
Mauricio Victorino participa ensuite à la Copa America 2011 et fera partie de l'équipe gagnante de l'édition. 
Il disputera sa dernière grande compétition lors de la Copa America 2016 où les uruguayens seront éliminés en phase de poules. 

## Palmarès

### En club
- Championnat d'Uruguay (3) : en 2006, 2009 et 2016 avec le Club Nacional
- Championnat du Chili (1) : en 2011 avec l'Universidad de Chile

### En sélection
- Copa America (1) : en 2011 avec l'Uruguay